# Cai (V dinastia)
Cai (Kay) foi um oficial do Antigo Egito que viveu no Reino Antigo (2686–2160 a.C.) muito provavelmente durante a V dinastia egípcia (2494–2345 a.C.). É conhecido sobretudo por sua mastaba no norte de Sacará, que foi registrada por Gaston Maspero que lhe atribuiu o nome D 19. A datação de Cai é incerta, pois nenhuma biografia foi preservada em sua tumba e nenhum nome real é mencionado. Alguns estudiosos sugeriram que viveu em meados da V dinastia, enquanto outros propõem no começo da mesma.
Cai reteve alguns títulos importantes, o que tornaram-o o homem mais poderoso de seu tempo, logo abaixo do faraó. Seu principal ofício era o de vizir, mas também supervisor dos tesouros, supervisor do Alto Egito, supervisor dos escribas dos documentos reais, supervisor das seis grandes casas (o primeiro titular) e supervisor de todas as obras reais. Ao todo, deteve 51 títulos, fazendo dele o vizir com o maior número de títulos.